# Nicola Toffali
Nicola Toffali (né le 20 octobre 1992 à Vérone) est un coureur cycliste italien.

## Biographie
Il met un terme à sa carrière à l'issue de la saison 2019.

## Palmarès et résultats

### Palmarès par année
- 2009
  - 4e étape des Tre Giorni Orobica
- 2010
  - Piccola Tre Valli Varesine
- 2012
  - 2e de la Coppa Comune di Piubega
  - 3e du Gran Premio Osio Sotto
  - 3e du Mémorial Elia Dal Re
- 2013
  - Gran Premio Fiera del Riso
  - Coppa del Mobilio (en ligne)
  - 3e du Mémorial Elia Dal Re
- 2014
  - Alta Padovana Tour
  - Mémorial Gianni Biz
  - Coppa San Vito
  - 2e du Mémorial Vincenzo Mantovani
  - 3e du Grand Prix de la ville de Vinci
- 2015
  - Coppa San Bernardino
  - Mémorial Carlo Valentini
  - Gran Premio Ciclistico Arcade
  - Gran Premio Custoza
  - Coppa Collecchio
  - Tour d'Émilie amateurs
  - 2e du Mémorial Denis Zanette
  - 2e du Mémorial Guido Zamperioli
  - 2e du championnat d'Italie des élites sans contrat
  - 3e d'À travers le Pays Montmorillonnais
- 2017
  - 3e du Tour d'Iran - Azerbaïdjan
- 2018
  - 1re étape du Grand Prix Abimota (contre-la-montre par équipes)

### Classements mondiaux
| Année           | 2016   | 2017 |
| --------------- | ------ | ---- |
| UCI Europe Tour | 1 714e | 433e |
| UCI Asia Tour   |        | 99e  |